# Indianapolis Colts 2016
La stagione 2016 degli Indianapolis Colts è stata la 64ª della franchigia nella National Football League, la 33ª ad Indianapolis e la quinta con Chuck Pagano come capo-allenatore. La squadra, come l'anno precedente, terminò con un bilancio di 8-8, mancando i playoff per due stagioni consecutive per la prima volta dal biennio 1997–1998. Fu anche la prima volta che i Colts persero entrambe le gare annuali contro gli Houston Texans. A fine anno, il general manager Ryan Grigson fu licenziato dopo cinque stagioni.

## Scelte nel Draft 2016

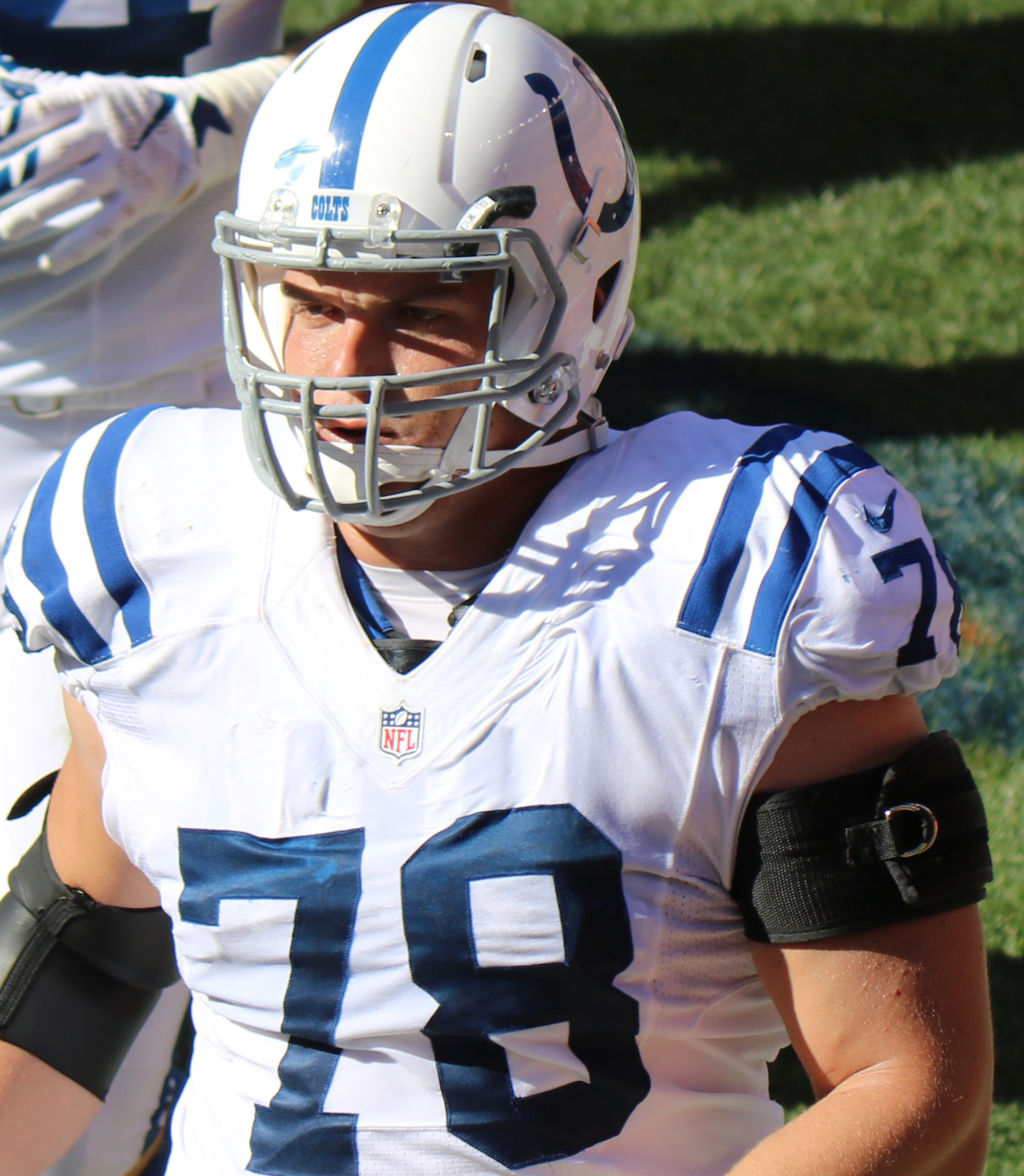
Ryan Kelly fu la scelta del primo giro dei Colts nel Draft 2016

| Scelte dei Colts nel Draft 2016 |        |                  |                    |                    |
| Giro                            | Scelta | Giocatore        | Ruolo              | College            |
| 1                               | 18     | Ryan Kelly       | Centro             | Alabama            |
| 2                               | 57     | T.J. Green       | Free safety        | Clemson            |
| 3                               | 82     | Le'Raven Clark   | Offensive tackle   | Texas Tech         |
| 4                               | 116    | Hassan Ridgeway  | Nose tackle        | Texas              |
| 4                               | 125    | Antonio Morrison | Inside linebacker  | Florida            |
| 5                               | 155    | Joe Haeg         | Offensive tackle   | North Dakota State |
| 7                               | 239    | Trevor Bates     | Outside linebacker | Maine              |
| 7                               | 248    | Austin Blythe    | Center             | Iowa               |

## Staff
| Staff degli Indianapolis Colts nel 2016 |
| --- |
| Organi dirigenziali - Proprietario/CEO: James Irsay - Proprietario/Vice Chair: Charlie Irsay-Gordon, Casey Foyt e Kalen Irsay - Chief Operating Officer: Pete Ward - General manager: Ryan Grigson Capo allenatore - Chuck Pagano Altri allenatori - Assistente speciale del capo-allenatore: Rob Chudzinski - Assistente del capo-allenatore: Jeff Schwimmer - Sviluppo della forza e della condizione: Roger Marandino - Assistente dello sviluppo della forza e della condizione: Richard Howell - Qualità e controllo dell'attacco: Frank Giufre - Qualità e controllo della difesa: Brad White Allenatori dell'attacco - Coordinatore dell'attacco: Pep Hamilton - Assistente dell'attacco: Tim Berbenich - Quarterback: Clyde Christensen - Running Back: David Walker - Wide Receiver: Charlie Williams - Tight End: Alfredo Roberts - Offensive Line: Joe Gilbert - Assisten Offensive Line: Hal Hunter Allenatori della difesa - Coordinatore della difesa: Greg Manusky - Defensive Line: Gary Emanuel - Linebacker: Jeff FitzGerald - Secondary/Safeties: Roy Anderson - Secondary: Mike Gillhamer Allenatori dello special team - Coordinatore dello Special Team: Tom McMahon - Assistente dello Special Team: Brant Boyer |

## Roster
| Roster degli Indianapolis Colts nel 2016 |
| --- |
| Quarterback - 12 Andrew Luck - 7 Stephen Morris - 16 Scott Tolzien Running Back - 36 Josh Ferguson - 23 Frank Gore - 28 Jordan Todman - 33 Robert Turbin Wide Receiver - 11 Quan Bray RS - 15 Phillip Dorsett - 13 T.Y. Hilton - 10 Donte Moncrief - 80 Chester Rogers Tight End - 83 Dwayne Allen - 84 Jack Doyle - 86 Erik Swoope Offensive Linemen - 63 Austin Blythe C - 74 Anthony Castonzo T - 62 Le'Raven Clark T - 71 Denzelle Good G - 73 Joe Haeg G - 72 Jonotthan Harrison C - 78 Ryan Kelly C - 75 Jack Mewhort G - 76 Joe Reitz T Defensive Linemen - 96 Henry Anderson DE - 94 Zach Kerr DE - 90 Kendall Langford DE - 99 T.Y. McGill NT - 54 David Parry NT - 91 Hassan Ridgeway NT Linebacker - -- Akeem Ayers OLB - 58 Trent Cole OLB - 52 D'Qwell Jackson ILB - 53 Edwin Jackson ILB - 92 Curt Maggitt OLB - 98 Robert Mathis OLB - 57 Josh McNary ILB - 55 Sio Moore ILB - 44 Antonio Morrison ILB - 93 Erik Walden OLB Defensive Back - 29 Mike Adams SS - 20 Darius Butler CB - 31 Antonio Cromartie CB - 21 Vontae Davis CB - 41 Matthias Farley S - 26 Clayton Geathers FS - 32 T.J. Green FS - 27 Winston Guy FS - 35 Darryl Morris CB - 25 Patrick Robinson CB Special Team - 1 Pat McAfee P - 45 Matt Overton LS - 4 Adam Vinatieri K Lista delle riserve - 60 Isiah Cage T (IR) - 97 Arthur Jones DE (Sospeso) - 80 Mike McFarland TE (IR) - 43 Tevin Mitchel CB (IR) - 30 D'Joun Smith CB (IR) - 41 Dezmen Southward FS (IR) - 59 Ron Thompson OLB (IR) - 69 Hugh Thornton G (IR) - 36 Andrew Williamson S (IR) Squadra di allenamento - 65 Sterling Bailey DE - 50 Trevor Bates OLB - 38 Lee Hightower S - 85 Mike Miller TE - 40 Christopher Milton CB - 64 Kelcy Quarles DT - 61 Adam Redmond G - 17 Tevaun Smith WR - 67 Veremy Vujinovich T - 37 Frankie Williams CB 53 attivi, 9 inattivi, 9 nella squadra di allenamento |
| Legenda - I rookie sono in corsivo. - Il primo ruolo è il principale mentre gli eventuali successivi indicano i ruoli secondari. - (IR) sta per Injured Reserve ed indica la lista ristretta per un solo giocatore infortunato che può tornare ad allenarsi dopo la settimana 6 e a rientrare in prima squadra dopo che questa ha giocato 8 partite. - (NF-Inj.) / (NF-Ill.) stanno rispettivamente per Non-Football Injured e Non-Football Illness ed indicano le liste dove viene inserito un giocatore che ha un infortunio o una malattia non dipendente dal football americano. - (PUP) sta per Physically Unable to Perform ed indica la lista dove viene inserito un giocatore mentre è in attesa di recuperare la condizione fisica. Nella stagione regolare dopo la sesta partita giocata dalla propria squadra, il giocatore ha tempo tre settimane per riprendere ad allenarsi, più tre settimane aggiuntive dal suo rientro agli allenamenti per rientrare in prima squadra. |

## Calendario
| Stagione regolare |                    |                         |                    |                    |                                     |                    |
| Turno             | Data               | Avversario              | Risultato          | Record             | Stadio                              | NFL.com recap      |
| 1                 | 11/9               | Detroit Lions           | S 35–39            | 0–1                | Lucas Oil Stadium                   | Recap              |
| 2                 | 18/9               | at Denver Broncos       | S 20–34            | 0–2                | Sports Authority Field at Mile High | Recap              |
| 3                 | 25/9               | San Diego Chargers      | V 26–22            | 1–2                | Lucas Oil Stadium                   | Recap              |
| 4                 | 2/10               | at Jacksonville Jaguars | S 27–30            | 1–3                | Wembley Stadium (Londra)            | Recap              |
| 5                 | 9/10               | Chicago Bears           | V 29–23            | 2–3                | Lucas Oil Stadium                   | Recap              |
| 6                 | 16/10              | at Houston Texans       | S 23–26 (DTS)      | 2–4                | NRG Stadium                         | Recap              |
| 7                 | 23/10              | at Tennessee Titans     | V 34–26            | 3–4                | Nissan Stadium                      | Recap              |
| 8                 | 30/10              | Kansas City Chiefs      | S 14–30            | 3–5                | Lucas Oil Stadium                   | Recap              |
| 9                 | 6/11               | at Green Bay Packers    | V 31–26            | 4–5                | Lambeau Field                       | Recap              |
| 10                | Settimana di pausa | Settimana di pausa      | Settimana di pausa | Settimana di pausa | Settimana di pausa                  | Settimana di pausa |
| 11                | 20/11              | Tennessee Titans        | V 24–17            | 5–5                | Lucas Oil Stadium                   | Recap              |
| 12                | 24/11              | Pittsburgh Steelers     | S 7–28             | 5–6                | Lucas Oil Stadium                   | Recap              |
| 13                | 5/12               | at New York Jets        | V 41–10            | 6–6                | MetLife Stadium                     | Recap              |
| 14                | 11/12              | Houston Texans          | S 17–22            | 6–7                | Lucas Oil Stadium                   | Recap              |
| 15                | 18/12              | at Minnesota Vikings    | V 34–6             | 7–7                | U.S. Bank Stadium                   | Recap              |
| 16                | 24/12              | at Oakland Raiders      | S 25–33            | 7–8                | Oakland Alameda Coliseum            | Recap              |
| 17                | 1/1                | Jacksonville Jaguars    | V 24–20            | 8–8                | Lucas Oil Stadium                   | Recap              |

Note: Gli avversari della propria division sono in grassetto.

## Classifiche

### American Football Conference
| Pos                 | Squadra              | Division           | V                  | S                  | P                  | %                  | Div                | Conf               | SOS                | SOV                | Striscia           |
| Leader di division  | Leader di division   | Leader di division | Leader di division | Leader di division | Leader di division | Leader di division | Leader di division | Leader di division | Leader di division | Leader di division | Leader di division |
| ------------------- | -------------------- | ------------------ | ------------------ | ------------------ | ------------------ | ------------------ | ------------------ | ------------------ | ------------------ | ------------------ | ------------------ |
| 1.                  | New England Patriots | East               | 14                 | 2                  | 0                  | .875               | 5-1                | 11-1               | .439               | .424               | 7 V                |
| 2.                  | Kansas City Chiefs   | West               | 12                 | 4                  | 0                  | .750               | 6-0                | 9-3                | .508               | .479               | 2 V                |
| 3.                  | Pittsburgh Steelers  | North              | 11                 | 5                  | 0                  | .688               | 5-1                | 9-3                | .494               | .423               | 7 V                |
| 4.                  | Houston Texans       | South              | 9                  | 7                  | 0                  | .563               | 5-1                | 7-5                | .502               | .427               | 1 S                |
| Wild card           |                      |                    |                    |                    |                    |                    |                    |                    |                    |                    |                    |
| 5.                  | Oakland Raiders      | West               | 12                 | 4                  | 0                  | .750               | 3-3                | 9-3                | .504               | .443               | 1 S                |
| 6.                  | Miami Dolphins       | East               | 10                 | 6                  | 0                  | .625               | 4-2                | 7-5                | .455               | .341               | 1 S                |
| Escluse dai playoff |                      |                    |                    |                    |                    |                    |                    |                    |                    |                    |                    |
| 7.                  | Tennessee Titans     | South              | 9                  | 7                  | 0                  | .563               | 2-4                | 6-6                | .465               | .458               | 1 V                |
| 8.                  | Denver Broncos       | West               | 9                  | 7                  | 0                  | .563               | 2-4                | 6-6                | .549               | .455               | 1 V                |
| 9.                  | Baltimore Ravens     | North              | 8                  | 8                  | 0                  | .500               | 4.2                | 7-5                | .498               | .363               | 2 S                |
| 10.                 | Indianapolis Colts   | South              | 8                  | 8                  | 0                  | .500               | 3-3                | 5-7                | .492               | .406               | 1 V                |
| 11.                 | Buffalo Bills        | East               | 7                  | 9                  | 0                  | .438               | 1-5                | 4-8                | .482               | .339               | 2 S                |
| 12.                 | Cincinnati Bengals   | North              | 6                  | 9                  | 1                  | .406               | 3-3                | 5-7                | .521               | .333               | 1 V                |
| 13.                 | New York Jets        | East               | 5                  | 11                 | 0                  | .313               | 2-4                | 4-8                | .518               | .313               | 1 V                |
| 14.                 | San Diego Chargers   | West               | 5                  | 11                 | 0                  | .313               | 1-5                | 4-8                | .543               | .513               | 5 S                |
| 15.                 | Jacksonville Jaguars | South              | 3                  | 13                 | 0                  | .188               | 2-4                | 2-10               | .527               | .417               | 1 S                |
| 16.                 | Cleveland Browns     | North              | 1                  | 15                 | 0                  | .063               | 0-6                | 1-11               | .549               | .313               | 1 S                |

Note
- Sotto la colonna SOV è indicata la percentuale della Strenght of Victory, statistica che riporta la percentuale di vittoria delle squadre battute da una particolare squadra (il valore assume rilievo come discriminante ai fini della classifica in caso di un record stagionale identico fra due squadre).
- Sotto la colonna SOS è indicata la percentuale della Strenght of Schedule, valore determinato da una formula che calcola la percentuale di vittoria di tutte le squadre che una singola squadra deve affrontare durante la stagione (il valore, insieme alla SOV, assume rilievo come discriminante ai fini della classifica in caso di un record stagionale identico fra due squadre).

- Sotto la colonna Div è indicato il bilancio vittorie-sconfitte (record) contro le squadre appartenenti alla stessa division di appartenenza (AFC West).
- Sotto la colonna Conf viene indicato il record contro le squadre appartenenti alla stessa conference di appartenenza (AFC).